# Panique à la Maison-Blanche
Panique à la Maison-Blanche (titre original : Deep Six) est un roman policier américain de Clive Cussler paru en 1984.

## Résumé
Golfe de Cook, Alaska. Un SOS vient d’arriver… Le Catawba, un garde-côte, fonce à la rescousse.
Le bateau en détresse émerge soudain du rideau de pluie. Les ponts sont déserts et les appels du Catawba restent sans réponse. À bord de l’Amie Marie, tous sont morts, même le chat.
Un autre appel désespéré arrive alors du pilote d’un avion livrant du matériel à une équipe de scientifiques sur l’île Augustine, située à 30 milles au nord-est de la position du Catawba : « Savants tous morts, sauvez-moi. »
Ainsi commence pour Dirk Pitt, le très séduisant agent secret américain, héros de L’Incroyable Secret, l’affaire la plus difficile de toute sa carrière : une infernale machination dont dépend la liberté du monde.
De Washington au Kremlin, de l’Alaska aux Caraïbes, Dirk Pitt nous entraîne sur – et sous – les océans, dans une course implacable.

## Personnages
- Dirk Pitt
- Al Giordino